# OTP Ingatlanpont
OTP Ingatlanpont (offiziell OTP Ingatlanpont Ingatlanközvetítő Kft, auch als OTP IP bekannt) ist ein ungarisches Immobilienmaklerunternehmen mit Sitz in Budapest, Ungarn. Es unterhält 70 Büros und bedient Kunden mit seinen 600 Maklern im ganzen Land. OTP Ingatlanpont bietet ein breites Spektrum an integrierten Dienstleistungen an, darunter Verkauf, Bewertung von Immobilien, Immobilienleasing, Mietervertretung, strategische Beratung und durch ihre Mutterbank, OTP Bank, Hypothekendienste und Immobilienkredite.
Das Unternehmen wurde 2011 in Budapest, Ungarn gegründet. Es ist seit seiner Gründung 2011 Teil der OTP Bank Gruppe.

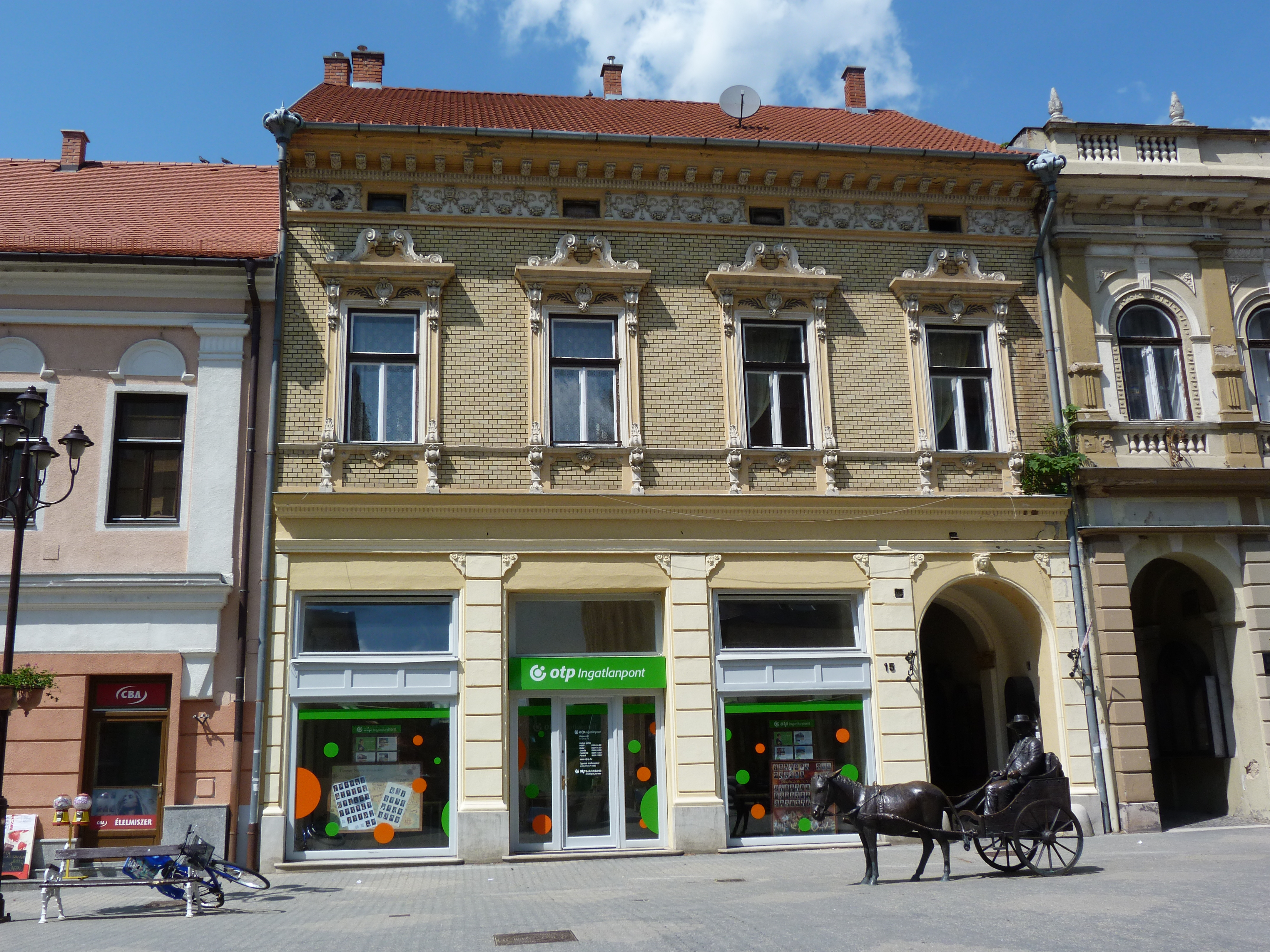
Niederlassung in Kaposvár, Komitat Somogy

OTP Ingatlanpont wechselte im Dezember 2018 zur digitalen Verwaltung, begleitet von der Einführung seiner neugestalteten Webschnittstelle.